# Gröditz (Weißenberg)

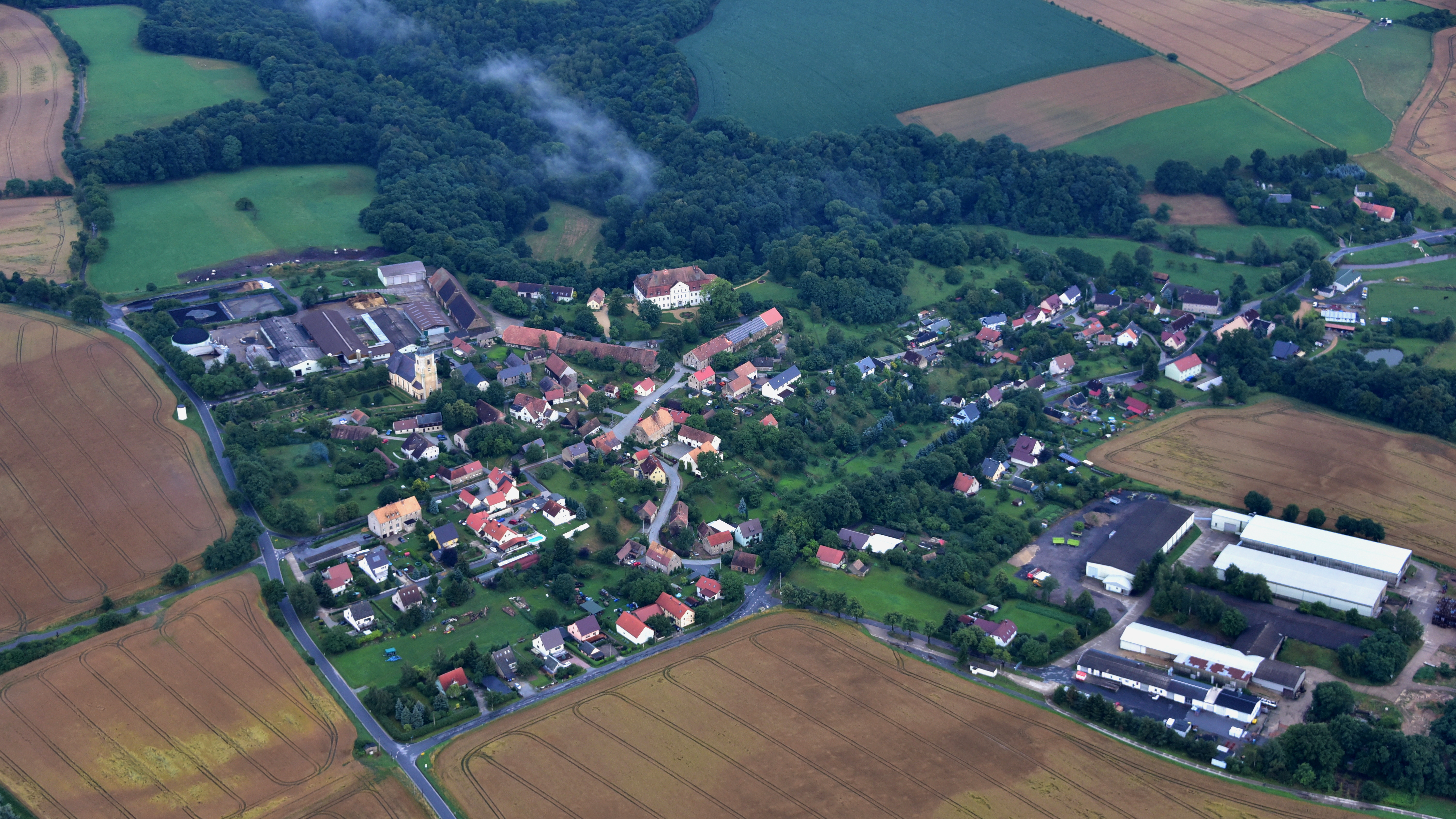
Luftaufnahme von 2017

Gröditz, sorbisch Hrodźišćoⓘ, ist ein Ort im Osten des Landkreises Bautzen in Ostsachsen und gehört seit 1994 zur Stadt Weißenberg. Der Ort liegt am Rand des Oberlausitzer Gefildes, einer fruchtbaren und hügeligen Gegend zwischen Mittelgebirge und Flachland. Gröditz zählt zum offiziellen sorbischen Siedlungsgebiet in der Oberlausitz.

## Geografie

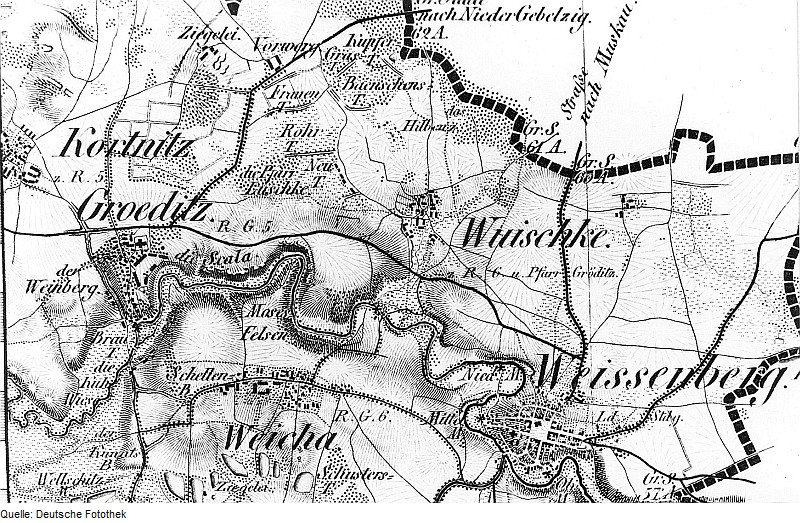
Gröditz und Weißenberg auf einer Karte von 1840

Gröditz befindet sich etwa 15 Kilometer östlich der Großen Kreisstadt Bautzen am Nordrand des Oberlausitzer Gefildes, wo dieses in das Flachland übergeht. Aufgrund seiner exponierten Lage auf etwa 200 m ü. NN ist der Ort und vor allem sein Kirchturm schon von weither sichtbar. Südöstlich des Ortes verläuft das Löbauer Wasser, welches sich hier ein Durchbruchstal ausgewaschen hat, die sogenannte Gröditzer Skala.
Vom höher gelegenen Ortskern in Rundweilerform mit Kirche, Dorfplatz und Schloss aus zieht sich der Ort entlang zweier Straßen bis hinunter zum Fluss. Zu Gröditz gehört außerdem ein Vorwerk, welches sich etwa zwei Kilometer nordöstlich des Ortskerns an der Straße nach Gebelzig befindet.
Die Nachbarorte sind Groß Saubernitz im Norden, Gebelzig im Nordosten, Wuischke im Osten, Weicha auf der anderen Seite der Skala im Südosten, Nechern im Südwesten sowie Cortnitz und Brießnitz im Nordwesten. Die nähere Umgebung von Gröditz wird – abgesehen von der unter Naturschutz stehenden Skala – für den Ackerbau genutzt.

## Geschichte

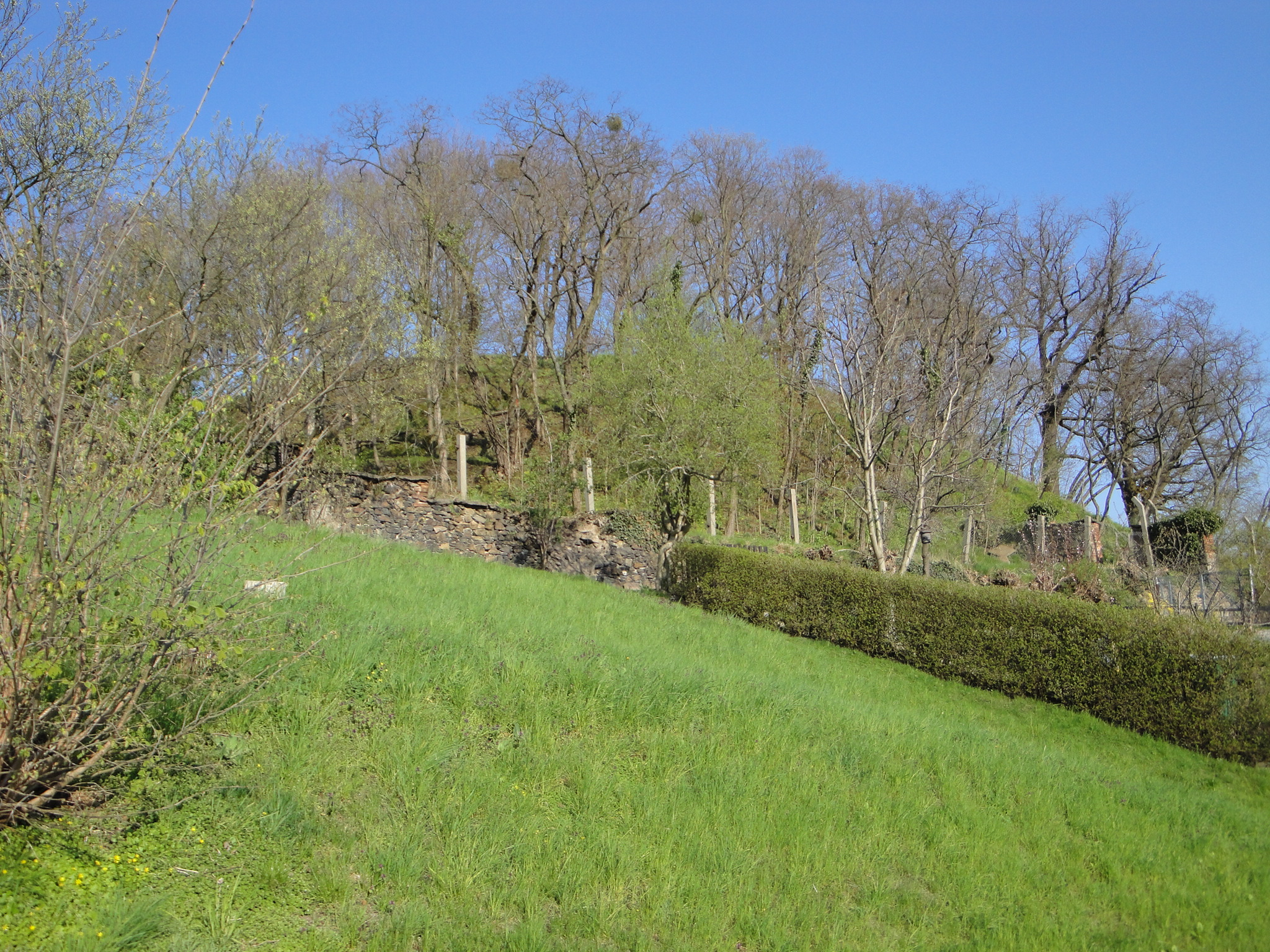
Die Gröditzer Schanze (Westansicht)

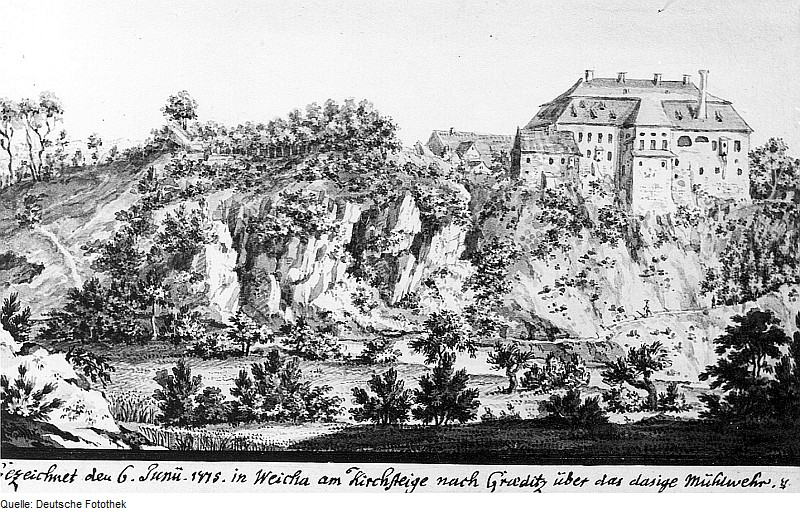
Ortsansicht von 1775

Mit seiner Ersterwähnung als Gradis (von altsorbisch grodišče bzw. grod, „die Burg“) im Jahre 1222 ist Gröditz eine der ältesten verbürgten Siedlungen in der Oberlausitz. Bereits vier Jahrhunderte zuvor hatten die slawischen Milzener, Vorfahren der heutigen Sorben, einen Burgwall an der höchsten Stelle über dem Tal des Löbauer Wassers angelegt. Dieser ist heute noch deutlich sichtbar.
Nach der Teilung des Königreiches Sachsen im Jahr 1815 wurde Gröditz zum Grenzort. Nur etwa einen Kilometer vom Vorwerk entfernt verlief nach dem Wiener Kongress die Grenze zwischen den Königreichen Preußen und Sachsen, wobei Gröditz zu Sachsen, der Nachbarort Gebelzig jedoch schon zum preußischen Kreis Rothenburg gehörte. Im Jahre 1854 waren auch einige Gröditzer Einwohner unter den 558 sorbischen Auswanderern, die unter Führung von Pfarrer Jan Kilian Europa verließen und die sorbische Siedlung Serbin in Texas begründeten.
Gegen Ende des 19. Jahrhunderts beschloss die sächsische Landesregierung den Bau der Bahnstrecke Löbau–Radibor, die parallel zur preußischen Landesgrenze verlaufen sollte. Gröditz erhielt einen Bahnhof am Vorwerk, der zusammen mit der Strecke, die östlich des Ortes in einem zehnbogigen Viadukt das Löbauer Wasser quert, am 10. November 1904 eröffnet wurde. Zunächst war Zugverkehr nur bis Baruth, ab 1906 auch durchgängig bis Radibor möglich. Der Zugverkehr wurde 1972 eingestellt.
Bis 1994 war Gröditz eine eigenständige Landgemeinde mit den Ortsteilen Cortnitz, Weicha und Wuischke; mit der Gemeindegebietsreform wurde es in die benachbarte Kleinstadt Weißenberg eingemeindet.

### Schloss

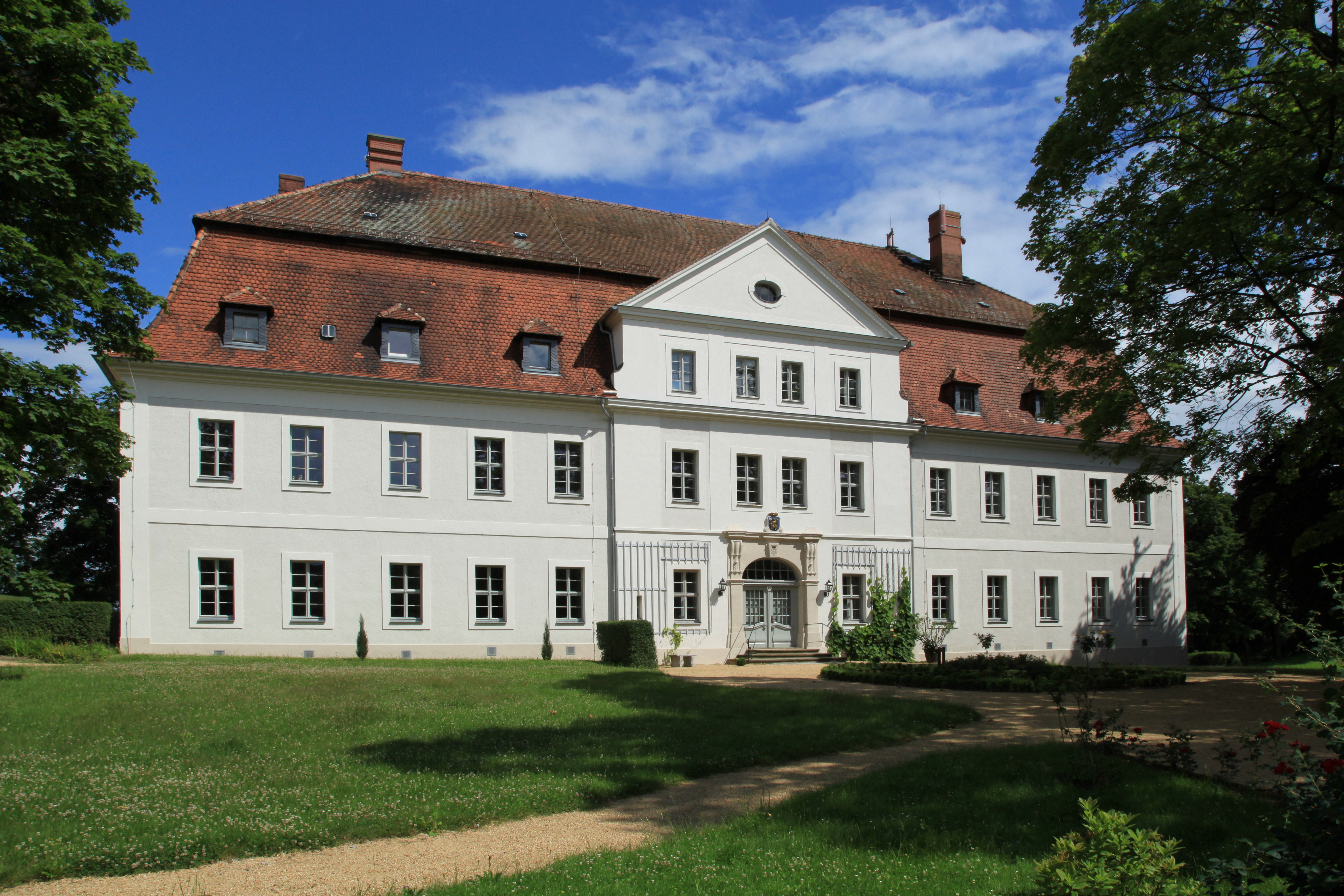
Schloss Gröditz

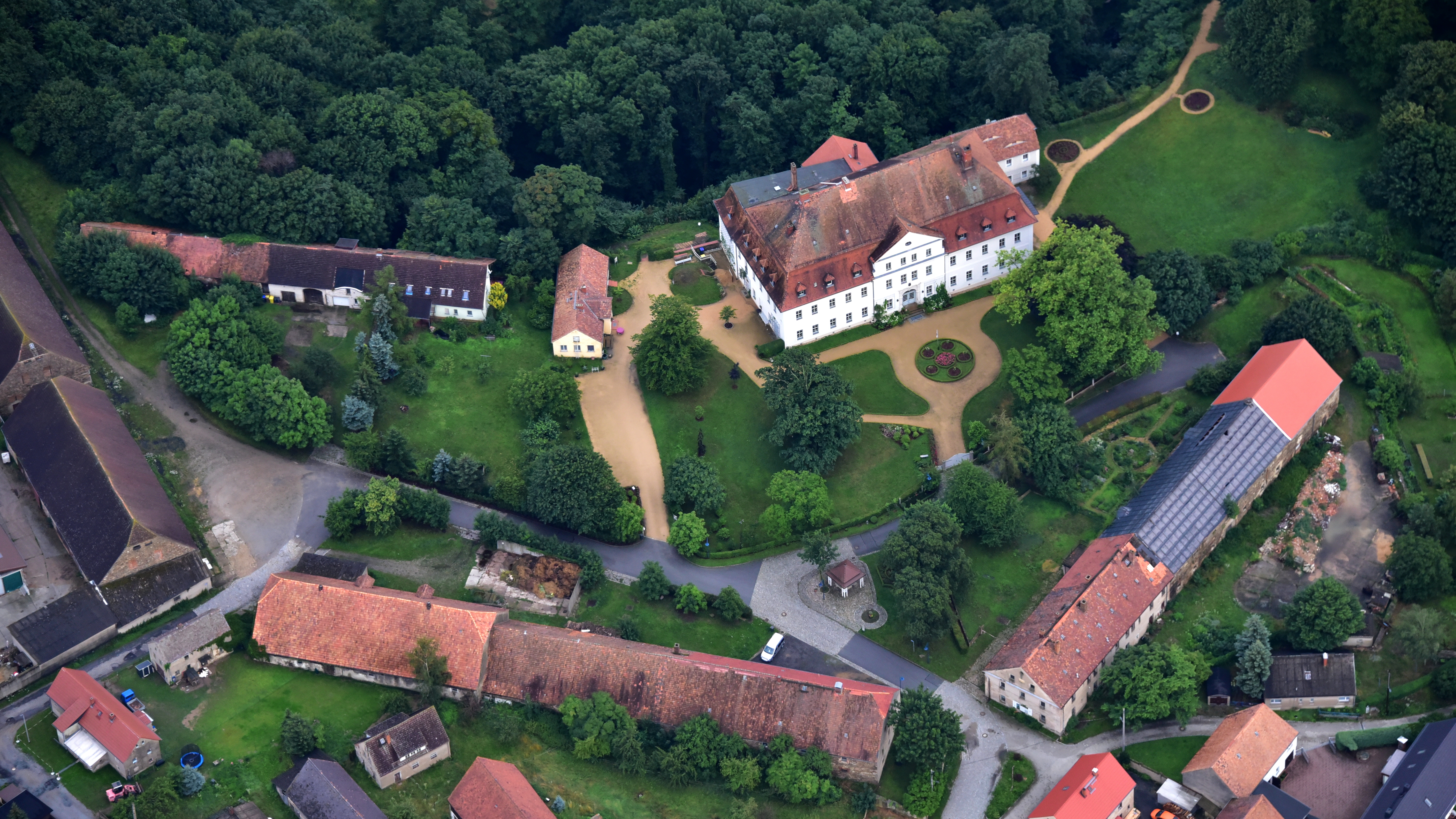
Schloss Gröditz, Luftaufnahme (2017)

Das Gröditzer Gutshaus wurde in seiner heutigen Form 1738 errichtet und thront am Rand des steilen Nordhangs der Skala im östlichen Teil des Ortes. Im Schlossgarten befindet sich auch die alte Schanze. Vom Gröditzer Schloss aus wurde die Grundherrschaft über den Ort und einige umliegende Dörfer ausgeübt.
Das Rittergut scheint im 13. und 14. Jahrhundert einer Familie von Porsitz gehört zu haben. Ihr Wappen ist an der Kirche zu Gröditz angebracht. Es gelangte dann an die Familie von Klüx. Anfang des 15. Jahrhunderts ging das Gut auf die verschwägerte Familie von Maxen über, die es bis zum Beginn des Dreißigjährigen Krieges hielt. Es folgten verschiedene aufeinander folgende Linien der Familie von Gersdorff, die es bis 1896 besaß. In diesem Jahr kaufte Clara von Krauss (1850–1926) (eigentlich Krauß) das Rittergut, die Tochter des Dresdner Industriellen Gottlieb Traugott Bienert, die mit dem späteren kgl. sächsischen Generalmajor Oskar von Krauß (1835–1915) verheiratet war und der dann 1911 in den sächsischen Adelsstand nobilitiert wurde. Oskar von Krauß galt als Miteigentümer, die Begüterung nannte sich Gröditz-Dubrauer Forst und hatte 1917 einen Umfang von 380 ha, Wohnsitz der Familie war auch Dresden. 1920 übernahm es der Sohn Rudolf von Krauss (1872–1940). Rudolfs Schwester Johanna war mit dem Generalmajor Traugott von Pfeil und Klein-Ellguth verheiratet.
1921 brannte das Schloss teilweise ab und wurde 1922–24 durch den Architekten und Burgenrestaurator Bodo Ebhardt wieder aufgebaut und um einen Altan erweitert. Gut Gröditz war ein Familienfideikommiss, dann Allodialgut, 1931 mit einem Gesamtumfang von 426 ha, nach Angaben des Gothaischen Genealogischen Taschenbuch (GGT). Die Witwe des Rudolf von Krauß, Gerda Elfriede von Krauss, geb. von Zenker, und ihre vier Kinder, wurden 1945 enteignet. Das Gebäude beherbergte danach Flüchtlinge, war seit 1949 Tuberkulose-Heilanstalt und später Außenstelle des Fachkrankenhauses Großschweidnitz. 2006 initiierte der Großneffe von Gerda von Krauss, Beat (Beatus) von Zenker zu Pommritz, eine Stiftung. Seit April 2007 engagiert sich der Förderverein pro Gröditz e. V. gemeinsam mit Beat von Zenker für den Erhalt des Schlosses und konnte 2008 das Naturschutzgebiet Gröditzer Skala vor einem Teilverkauf retten.

### Schlosspark
Der Schlosspark ist Mitglied des Gartenkulturpfades Oberlausitz. Dies verbessert die Möglichkeiten der Pflege (Parkseminare) und die Aussichten auf Förderung sowie die touristische Erschließung.

### Kirche
Die stattliche Kirche von Gröditz ist das Zentrum eines großen evangelisch-lutherischen Kirchspiels. Das Gebäude selbst wurde erst 1902 errichtet, wobei der Turm deutlich älter ist. Am Bogen des Kirchenportals sowie am Altar finden sich sorbische Inschriften, die von der sorbischen Geschichte dieses Teils der Oberlausitz zeugen.

## Bevölkerung

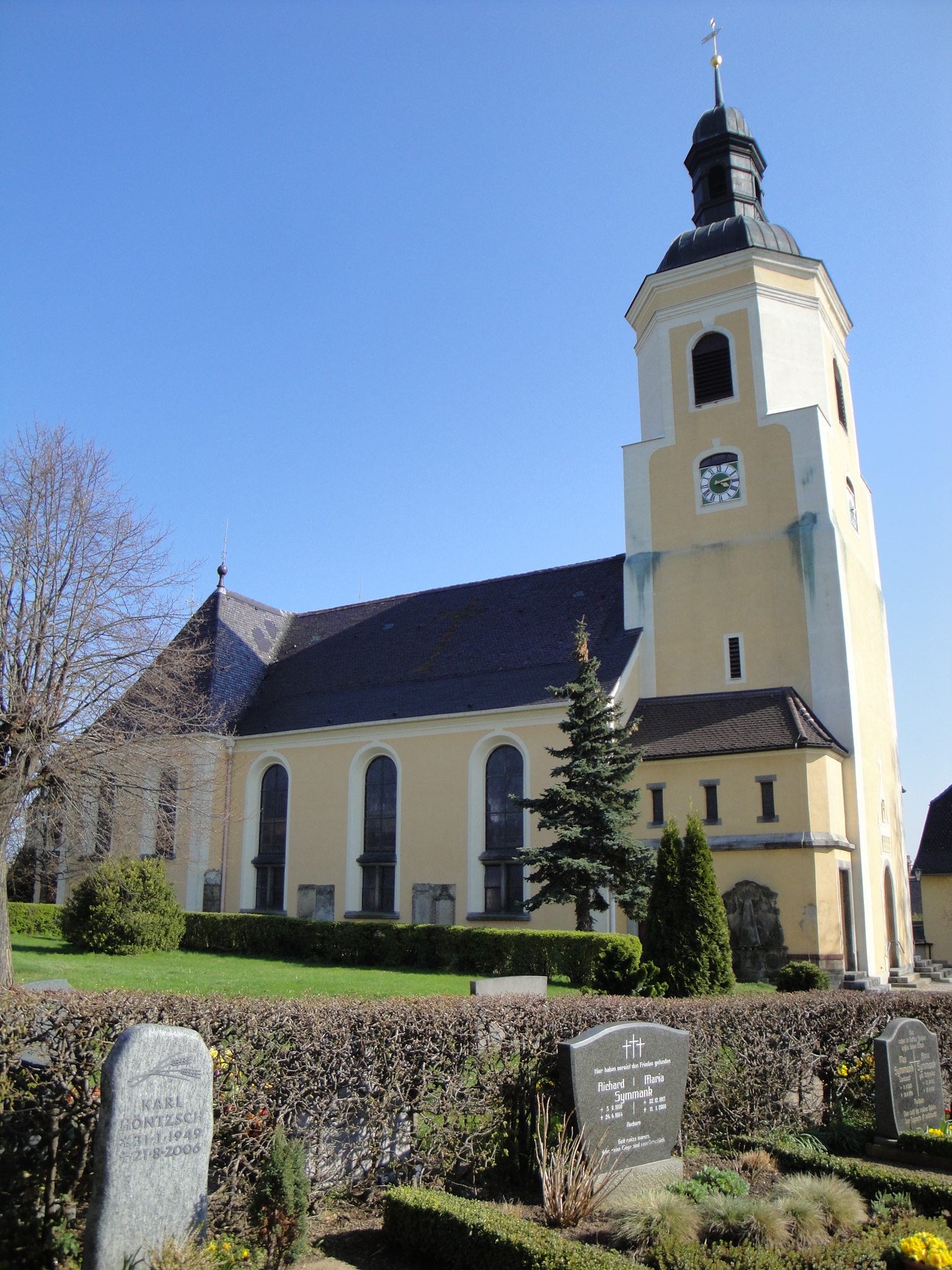
Die Dorfkirche

Für seine Statistik über die sorbische Bevölkerung der Lausitz ermittelte Arnošt Muka in den 1880er Jahren eine Bevölkerungszahl von 390 Einwohnern; davon waren 338 Sorben (87 %) und 52 Deutsche. Gröditz lag damals am Ostrand des geschlossenen sorbischen Siedlungsgebietes in der Oberlausitz. Der Anteil der sorbischsprachigen Bevölkerung ist seither – besonders seit dem Zuzug von Vertriebenen aus den ehemaligen Ostgebieten – stark gesunken und lag 1956 laut Ernst Tschernik nur noch bei 32,3 %. Vom sorbischen Erbe zeugen noch heute die Beschriftungen in der Kirche.
1964 hatte die Gemeinde Gröditz mit Ortsteilen insgesamt 700 Einwohner; für 1991 weist das Statistische Landesamt eine Einwohnerzahl von 603 aus. Heute sind es in den vier Orten zusammen etwa 450 Einwohner.
Gröditz ist seit der Reformation in der Lausitz evangelisch-lutherisch geprägt, war jedoch bereits zuvor Sitz einer katholischen Pfarrkirche. Heute ist es Zentrum des Kirchspiels Gröditz, zu dem auch die Gemeinden Baruth und Weißenberg-Kotitz gehören. Die letzten Zahlen zur Religionszugehörigkeit stammen von 1925. Damals waren fast alle Einwohner evangelisch-lutherischer Konfession.

## Infrastruktur
Die Staatsstraße 110 (Hochkirch–Kleinsaubernitz) führt westlich an Gröditz vorbei. Wenige hundert Meter nördlich der Kirche tangiert die Bundesautobahn 4 (Dresden–Wrocław) das Ortsgebiet. Die Anschlussstelle Weißenberg befindet sich vier Kilometer östlich.

## Persönlichkeiten
- Wenzeslaus Warich (sorbisch Wjacław Warichius oder Wjacław Wawrich; 1564–1618), sorbischer Theologe und Übersetzer
- Johann August Miertsching (Jan Awgust Měrćink; 1817–1875), sorbischer Missionar und Dolmetscher